# اعترافات یک جنایتکار اقتصادی
اعترافات یک مزدور اقتصادی نام یک کتاب نوشته جان پرکینز است که در آن وی به بیان تجربیات خود دربارهٔ چگونگی کلاهبرداری از کشورهای مختلف در اندازه تریلیون دلاری می‌پردازد.
این کتاب با نام اعترافات یک جنایتکار اقتصادی به فارسی نیز ترجمه شده‌است.